# Józef Banaś
Józef Banaś (ur. 16 maja 1950 w Łubnie) – polski matematyk, profesor nauk matematycznych. 

## Życiorys
W 1968 ukończył liceum ogólnokształcące w Dynowie, w 1972 studia w Wyższej Szkole Pedagogicznej w Rzeszowie. W 1978 obronił na Uniwersytecie Marii Curie-Skłodowskiej pracę doktorską Relatywne miary niezwartości w przestrzeniach Banacha napisaną pod kierunkiem Kazimierza Goebela. Na tej samej uczelni uzyskał w 1987 stopień doktora habilitowanego na podstawie pracy Applications of measures of noncompactness to various problems.
W latach 1972–1976 pracował w Katedrze Matematyki WSP w Rzeszowie, od 1976 pracuje na Politechnice Rzeszowskiej. W latach 1991–2016 był tam kierownikiem Katedry Matematyki a od 2016 roku kierował Katedrą Analizy Nieliniowej w Politechnice Rzeszowskiej.
Specjalizuje się w nieliniowej analizie i jej zastosowaniach w teorii równań różniczkowych i całkowych. Jest współtwórcą aksjomatyki miary niezwartości, znanej jako aksjomatyka Banasia–Goebla oraz kilku innych pojęć z zakresu geometrii przestrzeni unormowanych, takich jak moduł gładkości Banasia czy też moduł wypukłości typu Banasia, Hajnosza i Wędrychowicza. Większość jego prac naukowych poświęcona jest teorii miar niezwartości i jej licznym zastosowaniom. Autor ponad 170 prac naukowych oraz 5 książek, przy czym dwie z nich zostały opublikowane w Polsce i po jednej w USA, Niemczech i Indiach.
Promotor 13 prac doktorskich (dwie w toku). Pięciu wypromowanych przez niego doktorów pracuje na stanowiskach profesora.

## Publikacje
- J. Banaś, K. Goebel: Measures of Noncompactness in Banach Spaces, Lect. Notes in Pure and Appl. Math., vol. 60, Marcel Dekker, New York 1980.
- J. Banaś, S. Wędrychowicz: Zbiór Zadań z Analizy Matematycznej, Wydawnictwa Naukowo – Techniczne, Warszawa 1993 (wyd. II 1994, wyd. III 1996, wyd. IV 1997, wyd. V 1999, wyd. VI 2001, wyd. VII 2003, wyd. VIII 2006). Wyd. IX zostało opublikowane w 2012 r. przez Wydawnictwo  Naukowe PWN (jako wyd. I w PWN).
- J. Banaś: Podstawy Matematyki dla Ekonomistów, Wydawnictwa Naukowo – Techniczne, Warszawa 2005 (wyd. II 2007).
- J. Appell, J. Banaś, N. Merentes: Bounded Variation and Around, Series in Nonlinear Analysis and Aplications 17, Walter de Gruyter, Berlin 2014.
- J. Banaś, M. Mursaleen: Sequence Spaces and Measures of Noncompactness with Applications to Differential and  Integral Equations, Springer, New Delhi 2014.